# Wakfu, les larmes de sang
Pour les articles homonymes, voir Wakfu et Larmes de sang.
Wakfu, les larmes de sang est un diptyque de bande dessinée de Gregory Charlet créé en 2009 chez Ankama Éditions. Elle raconte l'histoire de Silas, un nouveau Sacrieur.
Il s'agit d'une des premières bandes dessinées sorties sur l'ère du Wakfu, une époque majeur de l'univers fictif d'Ankama, le Krosmoz.

## Tomes
1. Silas, Roubaix, Ankama éd., juin 2009, 69 p. (ISBN 978-2-916739-66-3)
2. Naïma, février 2011 (ISBN 978-2-35910-017-4)